# Viva Comet 2008

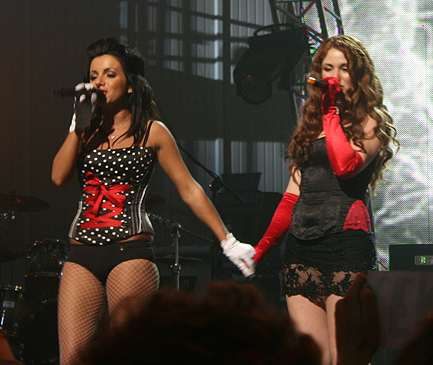
Duet Tatu na gali.

Viva Comet 2008 – druga gala rozdania nagród Viva Comet, która odbyła się 2 października 2008 w Warszawie w Instytucie Energetyki. Galę poprowadzili Kasia Kępka, „Daro” i Justyna Kozłowska. 
Główną gwiazdą wieczoru był rosyjski duet Tatu, który otrzymał nagrodę specjalną – w 2008 single zespołu – Biełyj płaszczik oraz 220 – doszły do czołówki notowań list przebojów na Vivie oraz w MTV Polska. Lena Katina i Julia Wołkowa zaśpiewały na gali angielską wersję pierwszego z nich – White Robe (premierowo w telewizji) oraz utwór 220. Na zakończenie Viva Comet wokalistki zaprezentowały swój największy międzynarodowy przebój – All the Things She Said. Po rozdaniu nagród Tatu zostały jeszcze kilka dni w Warszawie udzielając szeregu wywiadów dla telewizji, prasy oraz mediów elektronicznych. Viva Polska w grudniu 2008 pokazała dwuczęściowy reportaż z pobytu duetu w Polsce.
Na gali ponadto wystąpili: Doda, Feel, Grupa Operacyjna, Tomasz Lubert, Łzy, Patrycja Markowska, Sokół i Pono, Stachursky i Video.

## Najwięcej sukcesów
| Liczba zdobytych Comet | Wykonawca                                                    |
| ---------------------- | ------------------------------------------------------------ |
| 4                      | Doda                                                         |
| 2                      | Feel                                                         |
| 1                      | Natalia Lesz, Stachursky, Ewelina Flinta i Łukasz Zagrobelny |